# Radovan Karadžić
Radovan Karadžić (en cirílico serbio: Радован Караџић, pronunciado en serbio [ɾâdovaːn ˈkaɾadʒitɕ]) (Petnjica, Yugoslavia, 19 de junio de 1945) es un expolítico y psiquiatra serbobosnio que ocupó el cargo de presidente de la República Srpska entre 1992 y 1996. 
Licenciado en psiquiatría, está condenado por genocidio, crímenes de guerra y otros cargos por el Tribunal Penal Internacional para la ex Yugoslavia (TPIY) de La Haya, delitos cometidos durante la guerra de Bosnia. La directiva 61 del TPIY formuló una petición de arresto internacional contra Karadžic el 11 de julio de 1996, argumentando razonables motivos para su procesamiento, lo que motivó su huida y desaparición. 
El gobierno de Estados Unidos llegó a ofrecer una recompensa de cinco millones de dólares para el arresto de Karadžic y de Ratko Mladić. Fue detenido en Belgrado por agentes del BIA (servicio secreto de Serbia) la noche del 21 de julio de 2008. Se hacía pasar por médico alternativo, luciendo una tupida barba que lo hacía casi irreconocible. Tras ocho años de juicio, el TPIY le condenó, el 24 de marzo de 2016, a 40 años de cárcel como máximo responsable del genocidio de Srebrenica y el sitio de Sarajevo. La condena fue elevada a cadena perpetua el 20 de marzo de 2019.

## Biografía

### Primeros años
Karadžic nació en Petnjica cerca de Šavnik, Montenegro, Yugoslavia. Su padre, Vuko, fue miembro de los chetniks (grupo formado por los restos del ejército del Reino de Yugoslavia). Su padre ingresó en la cárcel cuando Karadžic era todavía muy pequeño. Radovan Karadžic se trasladó a Sarajevo, Bosnia y Herzegovina, en 1960 para continuar sus estudios en psiquiatría y trabajar en el hospital de Koševo. En esta época hizo algo de poesía y se notan las influencias del escritor serbio Dobrica Cosic, quien le animó a dedicarse a la política.

### Vida política
En 1989 fue cofundador del Partido Democrático Serbio (Srpska Demokratska Stranka) en Bosnia-Herzegovina y desde él animó a recolectar serbios de los países circundantes para la República de Serbia, siendo su objetivo formar lo que se denominaba la Gran Serbia. Una unión de países se formó el 24 de octubre de 1991, con el objetivo de representar a los Serbios en Bosnia y Herzegovina. El partido político serbio que gobernaba en Bosnia y Herzegovina, liderado por Radovan Karadžic, organizó la creación de "Provincias Autónomas de Serbia" (SAOs) en Bosnia y estableció una asamblea para su representación. En noviembre de 1991, los serbios de Bosnia tuvieron un referéndum cuyo resultado ofrecía una mayoría absoluta en favor de permanecer en un estado en común con Serbia y Montenegro. El 9 de enero de 1992 la asamblea serbia proclamó la República Serbia de Bosnia y Herzegovina (Република српског народа Босне и Херцеговина / Republika srpskog naroda Bosne i Hercegovine). El 28 de febrero de 1992, fue adoptada la constitución de la República de Bosnia y Herzegovina en la que declaraba que los territorios autónomos serbios, los municipios y las entidades étnicas serbias en Bosnia y Herzagovina eran, según lo contemplaba esta constitución, parte del estado federal de Yugoslavia.

#### Presidente de la República Srpska

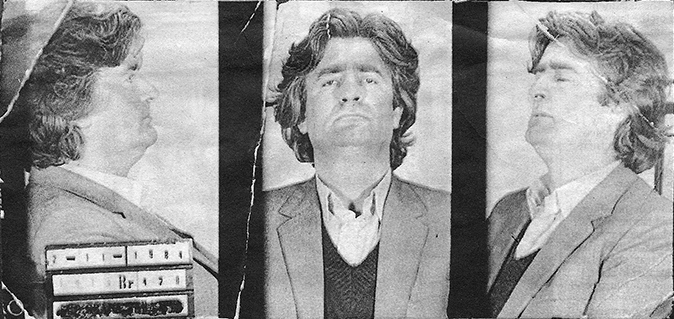
Ficha policial de Karadžić realizada en noviembre de 1984, cuando fue arrestado junto a su socio Momčilo Krajišnik, acusados de fraude y desfalco.

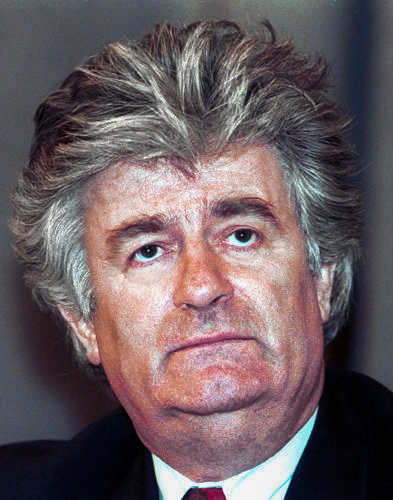
Karadžić durante una visita a Moscú, el 3 de marzo de 1994.

El 29 de febrero y el 1 de marzo de 1992 se celebró un referéndum sobre la independencia de Bosnia y Herzegovina de Yugoslavia. Los serbobosnios boicotearon el referéndum mientras los bosniacos y los bosniocroatas representaban un 64% del total del voto; el resultado final fue de un 98% en favor de la independencia. El 6 de abril de 1992, la República de Bosnia y Herzegovina fue reconocida por las Naciones Unidas como un estado independiente. Karadžic empezó de esta forma a ser el primer presidente de los serbios de Bosnia en la administración serbia de Pale aproximadamente el 13 de mayo de 1992, tras el colapso de la República Socialista Federativa de Yugoslavia. Al tiempo que asumía este nuevo cargo, adquiría tal y como describe la constitución de la administración serbobosnia el mando del ejército en tiempos de guerra y paz, teniendo la capacidad de promocionar o degradar a cualquier oficial del ejército.
Sin embargo, continuando con la idea de una Gran Serbia, Karadžic no dudó en buscar apoyo en los países cuya fe es mayoritariamente ortodoxa, tales como Rusia y Grecia. En febrero de 1994, por ejemplo, contactó en secreto al gobierno griego con la idea de crear una Confederación Greco-Serbia fundamentada en la conocida amistad serbiogriega, una idea que Milošević había propuesto en 1992.
Se le acusa de haber ordenado la limpieza étnica de bosnios y croatas.

## Acusaciones
Karadžić fue acusado de ser responsable a nivel personal y de comando de numerosos crímenes de guerra contra personas no serbias, en sus roles de Comandante Supremo del Ejército de la República Srpska y de Presidente del Consejo de Seguridad Nacional de la República Srpska. Bajo su dirección y comando, las fuerzas serbobosnias iniciaron el sitio de Sarajevo y llevaron a cabo numerosas masacres a lo largo de Bosnia. Miles de personas fueron asesinadas, expulsadas de sus hogares o hechas prisioneras en campos de concentración. Karadžić está acusado de ordenar la masacre de Srebrenica en 1995, dirigiendo a las fuerzas serbobosnias para crear una "situación insoportable de inseguridad total sin esperanza de vida futura" en la zona segura de la ONU. Adicionalmente, se le acusa de ordenar secuestrar a personal de las Naciones Unidas entre mayo y junio de 1995.
Fue acusado en conjunto por el Tribunal Internacional para la ex-Yugoslavia en 1995, junto con el general Ratko Mladić. Las acusaciones son:
- Dos cargos de genocidio;
- Cinco cargos de crímenes contra la humanidad;
- Tres cargos de violaciones de las leyes de guerra;
- Un cargo de infracción grave a las Convenciones de Ginebra.

Pero Karadžić decidió eludir su procesamiento y se dio a la fuga, y a pesar de su búsqueda infructuosa por comandos de la OTAN y otros organismos internacionales (el gobierno de los Estados Unidos llegó a ofrecer una recompensa de 5 millones de dólares por cualquier pista que condujese a su detención), consiguió mantenerse en paradero desconocido.

### Detención y traslado a La Haya

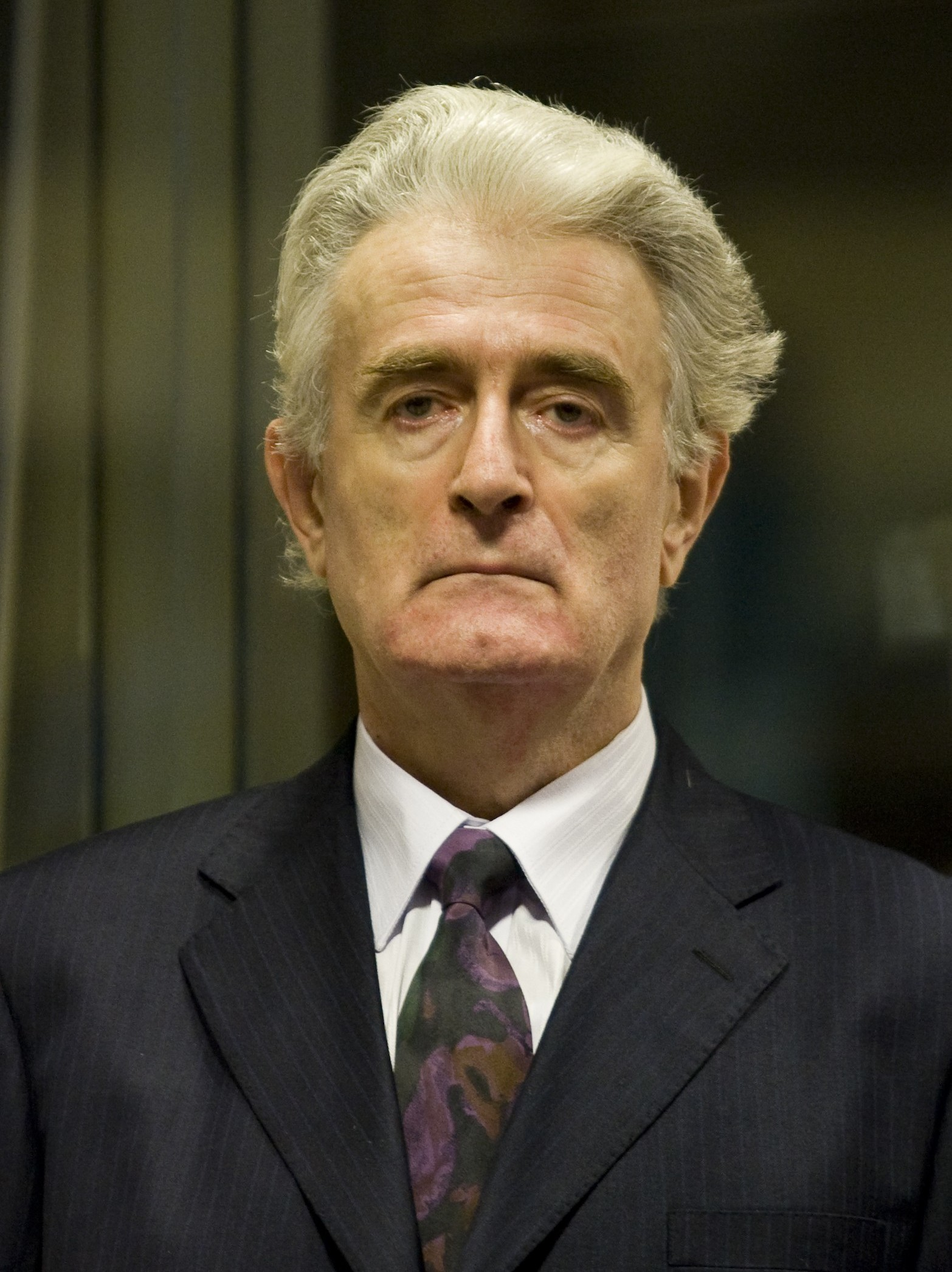
Radovan Karadžić en su primer juicio en el Tribunal Penal Internacional para la ex Yugoslavia, La Haya, el 31 de julio de 2008.

El 21 de julio de 2008 fue detenido en Belgrado, donde ejercía como especialista en medicina alternativa en una clínica privada. Bajo identidad falsa, logró pasar desapercibido viviendo en Novi Beograd, un suburbio de la capital habitado principalmente por serbios desplazados de otras repúblicas ex-yugoslavas. Su detención fue efectuada por miembros del servicio secreto serbio Agencia de Información y Seguridad (BIA), en un autobús cerca de la capital serbia, en el cual se le incautó un documento de identidad falso que le otorgaba el nombre de Dragan Dabić.
Las autoridades serbias mostraron entonces en una rueda de prensa una fotografía con el aspecto actual de Karadžić en la cual el expresidente de la República Srpska aparecía con una larga barba blanca, gafas gruesas y muy delgado, aspecto que aparentemente había estado utilizando desde el fin de la Guerra de Bosnia para pasar inadvertido. Durante este período se siguió su pista por Serbia e incluso se ha informado que llegó a desplazarse a Austria e Italia. El Gobierno austríaco confirmó que, en mayo de 2007, Karadžić visitó Viena para prestar sus servicios como curandero, a donde accedió con un pasaporte croata falso. Nada más producirse su captura, el gobierno de Boris Tadić informó que cumpliría con la legalidad y entregaría al exlíder serbobosnio al tribunal de La Haya, lo que representaba para Serbia una gran oportunidad de mejorar sus relaciones con la comunidad internacional, y en especial con la Unión Europea, a la que tiene previsto vincularse en un futuro.
El 28 de julio el Partido Radical Serbio, cuyo líder Vojislav Šešelj también fue juzgado por el TPIY, convocó una manifestación en Belgrado contra el Gobierno serbio para impedir la extradición de Karadžić, a la que acudieron unos 10 000 manifestantes, y que finalizó con algunos incidentes con la policía.
A pesar de las protestas, el 30 de julio, y en medio de grandes medidas de seguridad, Radovan Karadžić fue trasladado en avión hasta el aeropuerto de Róterdam (Holanda) y después en helicóptero hasta la prisión de Scheveningen, donde permanecería durante su proceso.

### Juicio

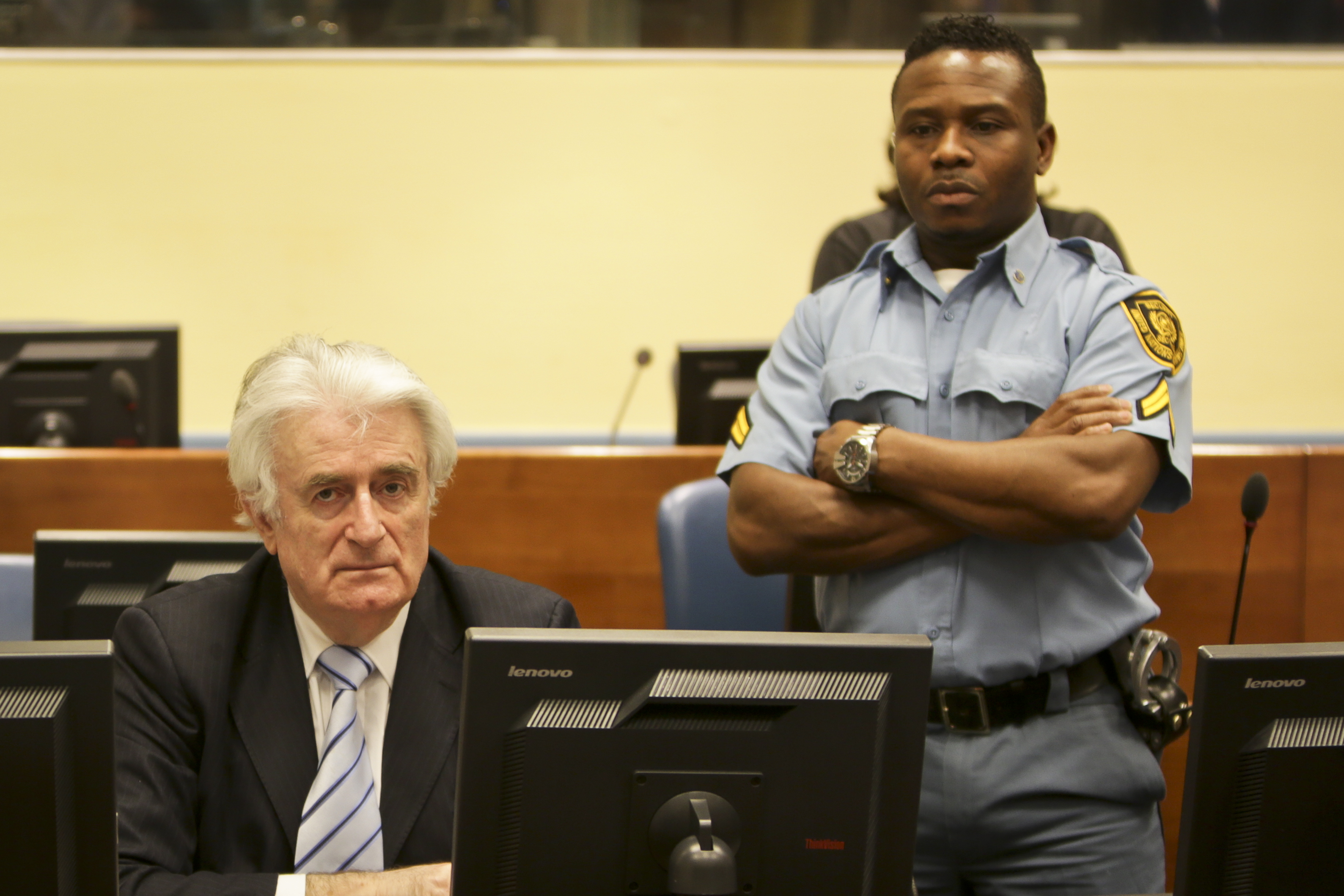
Karadžić durante un juicio en marzo de 2016.

Antes de su llegada a La Haya, Karadžić manifestó su intención de ejercer su propia defensa, con el asesoramiento de un equipo de abogados. En su primera comparecencia ante el tribunal, el 31 de julio, donde fue informado de los cargos que se le imputaban, el acusado presentó un alegato en el que denunciaba que el Gobierno de los Estados Unidos le prometió, durante los Acuerdos de Dayton, inmunidad para no ser juzgado por el TPIY a cambio de retirarse de la vida pública.
El fiscal jefe del TPIY, Serge Brammertz, explicó que el proceso podría ser largo y llegar a durar hasta dos años. Una vez instruido el caso y presentados los correspondientes cargos y alegaciones, el juicio comenzó el 26 de octubre de 2009. En primera instancia, el acusado renunció al derecho a un abogado y exigió más tiempo para preparar su propia causa, por lo que el juicio fue suspendido, reanudándose con un abogado de oficio el 1 de marzo de 2010.
La fase final del juicio comenzó en septiembre de 2014, cuando se presentaron los últimos alegatos de la Fiscalía, que solicitó la cadena perpetua para el acusado. 

#### Condena
El 24 de marzo de 2016, el TPIY se pronunció sobre el caso, considerando al acusado culpable de genocidio y crímenes contra la humanidad por los casos del genocidio de Srebrenica y el asedio de Sarajevo, condenándole a 40 años de prisión. La defensa afirmó que recurriría el fallo del jurado.
El 20 de marzo de 2019 el Mecanismo para los Tribunales Penales Internacionales, que cierra los casos del extinto Tribunal Penal Internacional para la antigua Yugoslavia (ICTY) elevó la condena de Karadžić a cadena perpetua. El fiscal, Serge Brammertz, señaló que "no es una sentencia contra el pueblo serbio; el culpable es Karadžić, no su comunidad".